# Gozo Stadium
Das Gozo Stadium, früher Silver Jubilee Ground, ist das größte Stadion der Insel Gozo, Malta.
Es hat ein Fassungsvermögen von ca. 4000 Zuschauern. Die Längsseiten heißen nach den benachbarten Ortschaften Xagħra (im Norden) und Xewkija (im Süden). Die Xewkija-Seite hat eine Tribüne mit einem VIP-Bereich in der Mitte. Im seit 2007 mit Flutlicht ausgestatteten Gozo-Stadion werden Spiele der Gozitan First Division abgehalten, der ersten Liga auf Gozo. Außerdem trug der Gozo F.C. bis 2011 hier seine Heimspiele aus. Seit 2009 ist Charlie Farrugia verantwortlicher Stadionmanager. Außer der Pflege des derzeit noch einzigen Rasenplatzes auf Gozo obliegt ihm unter anderem auch die Aufgabe einer Steigerung der Zuschauerdisziplin.